# Ghost in the Shell: Stand Alone Complex
Ghost in the Shell: Stand Alone Complex (攻殻機動隊 STAND ALONE COMPLEX Kōkaku Kidōtai: Stand Alone Complex?) är en animeserie baserad på mangan av Shirow Masamune. Serien innehåller sex delar.
Historien bygger på att flera stora företag sägs hotats ekonomiskt av en hacker som av media fått namnet The Laughing man. Section 9 stöter under olika uppdrag på samband mellan nuvarande uppdrag och den så kallade Laughing man incident som inträffade några år tidigare då The Laughing man hotade en högt uppsatt man som var viktig för Japans storföretag. Det visar sig finnas kopplingar mellan olika kriminella och politiska händelser samt med offer till den ovanliga sjukdomen Cyberbrain Sclerosis.